# Passaloteuthis
Passaloteuthis — викопний рід головоногих молюсків родини Passaloteuthididae, що існував у ранньому юрі (183—176 млн років тому). Скам'янілі рештки знайдено в Німеччині, Гренландії, Італії, Марокко, Тунісі та Великій Британії.

## Опис
Passaloteuthis мав подовжене тіло, схоже на тіло кальмара, але з міцною внутрішньою тристоронньою структурою (проострак, фрагмокон і рострум). Всі белемніти, як правило, відомі тим, що мають близько 40 мікрогачків на кожному придатку. Однак Passaloteuthis примітний тим, що має додатково пару мегагачків, відомих як оніхіти. Ці гачки умовно інтерпретуються як ознаки, характерні для самців, хоча їх точна функція досі невідома.